# Saint-Pierre-de-Chérennes
Saint-Pierre-de-Chérennes là một xã của tỉnh Isère, thuộc vùng Rhône-Alpes, đông nam nước Pháp.